# José Cazorla Maure
José Cazorla Moure (Madrid, 1906 - 8 d'abril de 1940) fou un dirigent comunista espanyol.

## Biografia
El 1936 formà part, juntament amb Santiago Carrillo, José Laín Entralgo i Federico Melchor Fernández, del Comitè Nacional d'Enllaç d'unificació amb l'UJCE de la que en sorgiren les Joventuts Socialistes Unificades. En aquell moment tots quatre ingressarien al Partit Comunista d'Espanya.
Durant la guerra civil espanyola fou membre del comitè central tant de les JSU com del PCE. El 27 de desembre de 1936 substituí Santiago Carrillo com a conseller d'ordre públic de la Junta de Defensa de Madrid. Durant l'exercici del seu càrrec fou acusat d'actes de repressió i d'haver creat txeques, així com d'haver participat en les matances de Paracuellos. El febrer de 1937 s'enfrontà amb Melchor Rodríguez García per mantenir en detenció preventiva persones que havien estat absoltes.
Posteriorment fou governador civil d'Albacete entre el 18 juliol de 1937 i maig de 1938, on també fou acusat d'haver organitzat txeques i un Servei d'Informació Militar al marge del Tribunal Popular i rebé molt dures crítiques de socialistes i republicans. Després fou governador civil de Guadalajara entre maig de 1938 i març de 1939.
Quan el cop d'estat del coronel Segismundo Casado de març de 1939 fou arrestat per tropes del IV Cos d'Exèrcit comandades per Cipriano Mera i tancat al camp d'Albatera. Però el 28 de març de 1939 s'escapà de la presó amb Ramón Torrecilla i el 8 d'abril arribaren a Madrid. La seva intenció era marxar a la Sierra amb el maquis, però no va poder sortir de Madrid, on s'integrà en el nou comitè central del PCE a l'interior. Tot el comitè central fou detingut entre juliol i setembre de 1939, i entre ells Cazorla.
Fou tancat a la presó de Porlier, condemnat a mort i afusellat a les tàpies del Cementiri de l'Este amb 17 persones més, entre elles Antonio García Sotero i Ángel Vaquedano, el 8 d'abril de 1940. El seu nom fou inclòs en la Causa General franquista.
La seva esposa, Aurora Arnaiz Amigo, també membre de les JSU, fou confinada a la presó de Guadalajara, on va veure morir el seu fill petit Carlos per falta d'assistència mèdica. Després de l'afusellament del seu marit marxà a França i després a Mèxic, on ha estat la primera catedràtica femenina de la UNAM.